# Manas-Bastanous
Manas-Bastanous è un comune francese di 92 abitanti situato nel dipartimento del Gers nella regione dell'Occitania.

## Società

### Evoluzione demografica
Abitanti censiti